# Extreme Conditions Demand Extreme Responses
Extreme Conditions Demand Extreme Responses (englisch für „extreme Bedingungen erfordern extreme Antworten“) ist das Debütalbum der US-amerikanischen Grindcore-Band Brutal Truth. Es erschien im September 1992 bei Earache Records. Es gilt als eines der wichtigsten amerikanischen Grindcore-Alben.

## Wissenswertes
Brutal Truth, die 1990 als Nebenprojekt von Dan Lilker (Anthrax, Nuclear Assault, S. O. D.) gegründet wurden, verstärkten sich im August 1991 mit Kevin Sharp als etatmäßigen Sänger. Auf ihrem Debütalbum spielen sie Grindcore mit Death-Metal- und leichten Industrial-Metal-Einflüssen. Letztere zeigen sich allerdings nur in der Verwendung einiger industrieller Klänge. Dan Lilker nannte die Musik „Violent Thrash“. Kevin Sharp sagte dazu:

„Jeder hat eine andere Meinung wie man sie bezeichnen soll – aber alle haben gesagt, sie sei extrem.“

Einige Stücke sind mit vier bis fünf Minuten für den Grindcore schon recht lang, dagegen ist Collateral Damage mit vier Sekunden Länge (davon knapp über zwei Sekunden Musik) nur wenig länger als Napalm Deaths You Suffer. Hierzu wurde ein Musikvideo gedreht, das aus 48 Einzelaufnahmen besteht und 2001 als kürzestes Musikvideo ins Guinness-Buch der Rekorde kam. Auch zu Ill Neglect gab es ein Musikvideo. Das letzte Stück Unjust Compromise enthält nach mehreren Minuten Leerlaufzeit einen Hidden Track, bei dem für einige Sekunden Sweet Home Alabama angespielt wird.
Textlich äußerte sich die Band auch politisch:

„Es sind viele politische Sachen dabei... Ich würde mich wie ein Idiot fühlen, wenn ich über... Zombies singen müsste. Sie sind aber nicht ausschließlich politisch. Wir sind nämlich keine deprimierten Freaks. Musik soll Spaß machen. Die Hörer sollen meine Texte interpretieren. Gehirntätigkeit schadet nicht.“

## Rezeption
Im Rock Hard nannte Michael Rensen die Musik „angenehm old-schooliges Noise/Grind/Hardcore-Geknatter mit ‚nem zeitgemäßen Power-Sound“. Er vergab sieben von zehn Punkten. Auf allmusic.com schrieb Jason Birchmeier, Brutal Truth spielten „mehr als nur Grindcore“. Er nannte den Nachfolger Need to Control besser, sprach aber von einem der besten Grindcore-Alben der 1990er-Jahre und vergab vier von fünf Sternen.

## Titelliste
1. P.S.P.I – 0:35
2. Birth of Ignorance – 3:29
3. Stench of Prophet – 1:22
4. Ill-Neglect – 2:24
5. Denial of Existence – 4:25
6. Regression-Progression – 2:34
7. Collateral Damage – 0:04
8. Time – 5:58
9. Walking Corpse – 1:40
10. Monetary Gain – 3:26
11. Wilt – 2:54
12. H.O.P.E – 2:03
13. Blockhead – 0:07
14. Anti-Homophobe – 3:10
15. Unjust Compromise – 10:52

Alle Lieder wurden von Brutal Truth geschrieben.